# Свята Монголії
Нижче наведені державні свята Монголії та інші особливі дні.
| Дата                                                  | 2025                  | Українська назва                                              | Монгольська назва                                  | Примітка |  |
| ----------------------------------------------------- | --------------------- | ------------------------------------------------------------- | -------------------------------------------------- | --- |  |
| 1 січня                                               | 1 січня               | Новий рік                                                     | Шинэ жил                                           | |  |
| Перші три дні першого весняного місяця місячного року | 1 березня — 3 березня | Новий рік за місячним календарем або Сагаалган (Білий місяць) | Цагаан сар                                         | Цагаан сар відзначається відповідно до місячного календаря. Дата припадає на кінець січня — початок березня за місячним календарем. |  |
| 8 березня                                             | 8 березня             | Міжнародний жіночий день                                      | Олон улсын эмэгтэйчүүдийн өдөр                     | |  |
| 15-й день першого літнього місяця місячного року      | 11 червня             | День народження Будди                                         | Бурхан багшийн Их дүйчин өдөр                      | |  |
| 1 червня                                              | 1 червня              | Дитячий день                                                  | Хүүхдийн баяр                                      | |  |
| один день у кінці червня високосного року             | -                     | День виборів у Великий державний хурал                        | Улсын Их Хурлын сонгуулийн санал авах өдөр         | Відповідно до закону, день чергових і позачергових виборів Великого державного хуралу є вихідним.                                   |  |
| 10–15 липня                                           | 10–15 липня           | Наадам                                                        | Үндэсний их баяр наадам, Ардын хувьсгалын ойн баяр | Шестиденний вихідний, приурочений до Наадам                                                                                         |  |
| Перший день першого зимового місяця місячного року    | 21 листопада          | День гордості Монголії (День народження Чингісхана)           | Их эзэн Чингис хааны өдөр                          | Встановлений у 2012 році. Цей день є символічним днем народження Чингісхана, оскільки точна дата його народження невідома.          |  |
| 26 листопада                                          | 26 листопада          | День Республіки                                               | Бүгд Найрамдах Улс тунхагласан өдөр                | |  |
| 29 грудня                                             | 29 грудня             | День незалежності                                             | Тусгаар тогтнолын өдөр                             | |  |

1.↑ На основі монгольського місячного календаря

## Інші особливі дні та свята
- День Конституції (13 січня)
- День патріотів (1 березня)
- День монгольського солдата (18 березня)
- День здоров'я (7 квітня)
- День інтелектуальної власності (26 квітня)
- День сім'ї (15 травня)
- Дні національної літературної культури та книги (субота та неділя третього тижня травня та вересня)
- День державного прапора (10 липня)
- День молоді (25 серпня)
- Дні нового врожаю (5 вересня — 20 жовтня)
- День пам'яті жертв репресій (10 вересня)
- День охорони навколишнього середовища (четвертий тиждень вересня)
- День людей похилого віку (1 жовтня)
- День столиці (29 жовтня)
- День демократії та прав людини (10 грудня)